# Blangy-sur-Bresle
Blangy-sur-Bresle là một xã thuộc tỉnh Seine-Maritime trong vùng Normandie miền bắc nước Pháp.

## Huy hiệu
| Arms of Blangy-sur-Bresle | The arms of Blangy-sur-Bresle are blazoned: Argent, a lion sable, armed and langued gules. |

## Dân số
| Năm | 1962 | 1968 | 1975 | 1982 | 1990 | 1999 | 2006 |
| --- | ---- | ---- | ---- | ---- | ---- | ---- | ---- |
| Dân số | 2925 | 3336 | 3404 | 3456 | 3447 | 3404 | 3221 |
| From the year 1962 on: No double counting—residents of multiple communes (e.g. students and military personnel) are counted only once. |      |      |      |      |      |      |      |